# Евадна (дъщеря на Стримон)
Вижте пояснителната страница за други значения на Евадна.
Евадна (на старогръцки: Εὐάδνη, Euadne) в гръцката митология е дъщеря на тракийския речен бог Стримон и Нера.
Тя е съпруга на Аргос (цар на Аргос), син на Зевс и Ниоба. Тя е майка на четири сина Екбас, Пирант, Епидавър и Криас, който наследява баща си на трона.
Според Павзаний тя е майка и на Форбант и Тирин.